# Ramón Borrell y Pla
Ramón Borrell y Pla (en catalán: Ramon Borrell i Pla, Barcelona, 1876-1963) fue un pintor y grabador español, englobado en el llamado posmodernismo catalán.

## Biografía
Era hijo del pintor Pere Borrell del Caso y hermano del igualmente pintor Julio Borrell. Se formó en la academia de su padre y amplió estudios en la Escuela de la Lonja de Barcelona. Fue miembro de un grupo de artistas que se reunía en la taberna El Rovell de l'Ou («la yema del huevo»), en la calle Hospital de Barcelona, entre los que destacaban los pintores Pere Ysern, Mariano Pidelaserra y Josep-Víctor Solà, además del escultor Emili Fontbona y los dibujantes Cayetano Cornet y Ramón Riera Moliner, la mayoría alumnos de la Academia Borrell. El grupo editó una revista manuscrita titulada Il Tiberio (1896-1898).
Participó en varias Exposiciones de Bellas Artes de Barcelona entre 1894 y 1902. Se especializó en la pintura de caballos, así como retratos, con los que consiguió gran fama. También se dedicó a la pintura mural, siendo de destacar en esta técnica su trabajo en la capilla de San Juan Bosco de los Salesianos de Sarriá, la capilla de los marqueses de Casa Pinzón y las paredes laterales de la capilla del Espíritu Santo de la basílica de los Santos Justo y Pastor. También trabajó como grabador, destacando en el diseño de exlibris, realizados al aguafuerte. Cuando su padre se vio afectado por una parálisis pasó a dirigir la academia familiar.